# Bárion sigma
Bárion sigma é uma família de hádrons que têm carga elétrica elementar +2, +1 ou -1, ou são partículas neutras.  Eles são bárions contendo três quarks: dois quarks up e/ou down e um terceiro quark, que pode ser um quark estranho (símbolos 
Σ+
, 
Σ0
 e 
Σ−
), um quark charmoso (símbolos 
Σ++
c, 
Σ+
c e 
Σ0
c), um quark bottom (símbolos 
Σ+
b, 
Σ0
b e 
Σ−
b) ou um quark top (símbolos 
Σ++
t, 
Σ+
t, 
Σ0
t). Contudo, as partículas sigmas contendo o quark top não são esperadas para serem observadas segundo o modelo padrão, porque ele prediz que a meia vida dos quarks top é 5 × 10-25 segundos. O que é um tempo 20 vezes menor que o necessário para que a interação forte se manifeste formando os hádrons, portanto seria impossível criar um hádron com o quark top.

## Lista
Os símbolos encontrados nessa lista são: I (isospin), J (momentum angular total), P (paridade), u (up quark), d (down quark), s (strange quark), c (charm quark), t (top quark), b (bottom quark), Q (carga), B (número bariônico), S (estranheza), C (encanto (física)), B′ (inferioridade), T (superioridade (física)), assim como outras partículas subatômicas.
As suas antipartículas não são listadas na tabela; contudo, para obtê-las basta mudar os sinais de carga dos quarks transformando-s em antiquarks. Os valores I, J e P em vermelho não foram firmemente medidos por experimentos,mas são preditos pelo modelo quark e são consistentes com as raras medições feitas.

### JP=1⁄2+Bárions Sigma
| Nome da partícula | Símbolo     | Quarks constituintes | massa em repouso (MeV/c2) | I | JP    | Q (e) | S  | C  | B' | T  | vida média (s)        | geralmente decai para |
| ----------------- | ----------- | -------------------- | ------------------------- | - | ----- | ----- | -- | -- | -- | -- | --------------------- | --------------------- |
| Sigma             | Σ+          | u s                  | 1,189.37 ± 0.07           | 1 | 1⁄2+  | +1    | −1 | 0  | 0  | 0  | 8.018 ± 0.026 × 10−11 | p+ + π0 ou n0 + π+    |
| Sigma             | Σ0          | u d s                | 1,192.642 ± 0.024         | 1 | 1⁄2+  | 0     | −1 | 0  | 0  | 0  | 7.4 ± 0.7 × 10−20     | Λ0 + γ                |
| Sigma             | Σ−          | d s                  | 1,197.449 ± 0.030         | 1 | 1⁄2+  | −1    | −1 | 0  | 0  | 0  | 1.479 ± 0.011 × 10−10 | n0 + π−               |
| charmed Sigma     | Σ++ c(2455) | u c                  | 2,454.02 ± 0.18           | 1 | 1⁄2 + | +2    | 0  | +1 | 0  | 0  | 3.0 ± 0.4 × 10−22[a]  | Λ+ c + π+             |
| charmed Sigma     | Σ+ c(2455)  | u d c                | 2,452.9 ± 0.4             | 1 | 1⁄2 + | +1    | 0  | +1 | 0  | 0  | >1.4 × 10−22[a]       | Λ+ c + π0             |
| charmed Sigma     | Σ0 c(2455)  | d c                  | 2,453.76 ± 0.18           | 1 | 1⁄2 + | 0     | 0  | +1 | 0  | 0  | 3.0 ± 0.5 × 10−22[a]  | Λ+ c + π−             |
| bottom Sigma      | Σ+ b(?[b])  | u b                  | 5,807.8+3.7 −3.9          | 1 | 1⁄2 + | +1    | 0  | 0  | −1 | 0  | Desconhecido          | Λ0 b + π+ (visto)     |
| bottom Sigma†     | Σ0 b(?[b])  | u d b                | Desconhecido              | 1 | 1⁄2 + | 0     | 0  | 0  | −1 | 0  | Desconhecido          | Desconhecido          |
| bottom Sigma      | Σ− b(?[b])  | d b                  | 5,815.2 ± 2.7             | 1 | 1⁄2 + | −1    | 0  | 0  | −1 | 0  | Desconhecido          | Λ0 b + π− (visto)     |
| Top Sigma†        | Σ++ t       | u t                  | —                         | 1 | 1⁄2 + | +2    | 0  | 0  | 0  | +1 | —                     | —                     |
| Top Sigma†        | Σ+ t        | u d t                | —                         | 1 | 1⁄2 + | +1    | 0  | 0  | 0  | +1 | —                     | —                     |
| Top Sigma†        | Σ0 t        | d t                  | —                         | 1 | 1⁄2 + | 0     | 0  | 0  | 0  | +1 | —                     | —                     |

† ↑  partícula ainda não observada,mas predita pelo modelo padrão. 

[a] ↑  PDG relata a largura de ressonância (Γ). Aqui a conversão τ = ℏ/Γ é dada em vez disso.
[b] ↑  Os valores específicos dos nomes não foram decididos ainda,mas estão perto de serem.
Σ
b(5810).

### JP=3⁄2+Sigma baryons
| Nome da partícula | Símbolo      | Quarks constituintes | massa em repouso (MeV/c2) | I | JP    | Q (e) | S  | C  | B' | T  | Vida média (s)         | Geralmente decai para            |
| ----------------- | ------------ | -------------------- | ------------------------- | - | ----- | ----- | -- | -- | -- | -- | ---------------------- | -------------------------------- |
| Sigma             | Σ∗+ (1385)   | u s                  | 1,382.8 ± 0.4             | 1 | 3⁄2+  | +1    | −1 | 0  | 0  | 0  | 1.84 ± 0.04 × 10−23[c] | Λ0 + π+ ou Σ+ + π0 ou Σ0 + π+    |
| Sigma             | Σ∗0 (1385)   | u d s                | 1,383.7 ± 1.0             | 1 | 3⁄2+  | 0     | −1 | 0  | 0  | 0  | 1.8 ± 0.3 × 10−23[c]   | Λ0 + π0 ou Σ+ + π− ou Σ0 + π0    |
| Sigma             | Σ∗− (1385)   | d s                  | 1,387.2 ± 0.5             | 1 | 3⁄2+  | −1    | −1 | 0  | 0  | 0  | 1.67 ± 0.09 × 10−23[c] | Λ0 + π− ou Σ0 + π− ou Σ− + π0 ou |
| charmed Sigma     | Σ∗++ c(2520) | u c                  | 2,518.4 ± 0.6             | 1 | 3⁄2 + | +2    | 0  | +1 | 0  | 0  | 4.4 ± 0.6 × 10−23[c]   | Λ+ c + π+                        |
| charmed Sigma     | Σ∗+ c(2520)  | u d c                | 2,517.5 ± 2.3             | 1 | 3⁄2 + | +1    | 0  | +1 | 0  | 0  | >3.9 × 10−23[c]        | Λ+ c + π0                        |
| charmed Sigma     | Σ∗0 c(2520)  | d c                  | 2,518.0 ± 0.5             | 1 | 3⁄2 + | 0     | 0  | +1 | 0  | 0  | 4.1 ± 0.5 × 10−23[c]   | Λ+ c + π−                        |
| bottom Sigma†     | Σ∗+ b        | u b                  | Desconhecido              | 1 | 3⁄2 + | +1    | 0  | 0  | −1 | 0  | Desconhecido           | Desconhecido                     |
| bottom Sigma†     | Σ∗0 b        | u d b                | Desconhecido              | 1 | 3⁄2 + | 0     | 0  | 0  | −1 | 0  | Desconhecido           | Desconhecido                     |
| bottom Sigma†     | Σ∗− b        | d b                  | Desconhecido              | 1 | 3⁄2 + | −1    | 0  | 0  | −1 | 0  | Desconhecido           | Desconhecido                     |
| Top Sigma†        | Σ∗++ t       | u t                  | —                         | 1 | 3⁄2 + | +2    | 0  | 0  | 0  | +1 | —                      | —                                |
| Top Sigma†        | Σ∗+ t        | u d t                | —                         | 1 | 3⁄2 + | +1    | 0  | 0  | 0  | +1 | —                      | —                                |
| Top Sigma†        | Σ∗0 t        | d t                  | —                         | 1 | 3⁄2 + | 0     | 0  | 0  | 0  | +1 | —                      | —                                |

† ↑  partícula ainda não observada,mas predita pelo modelo padrão. 

[c] ↑  PDG relata a largura de ressonância (Γ). Aqui a conversão τ = ℏ/Γ é dada em vez disso.